# Projekt Rijeke Hrvatske
Projekt su pokrenuli Goran Šafarek i Tomislav Šolić, na temelju višegodišnjih iskustava na rijekama. Osnovni je ideja projekta popularizacija hrvatskih rijeka, ali i uvođenje novog shvaćanja rijeka zasnivanog na modernim znanstvenim metodama. Cilj projekta je izdavanje nacionalne monografije o rijekama, izložbe, predavanja, brošure i ostalog materijala.

### O rijekama Hrvatske
Rijeke Hrvatske dio su europske prirodne baštine. Istovremeno, one su u našoj Hrvatskoj	još	uvijek neprepoznate kao	takve, naročito	njihov	turistički potencijal i ne pridaje im se dovoljna važnost. 
U prilog tome ide, među ostalim i činjenica da do danas ne postoji literatura koja bi objedinila sve naše rijeke u jednu cjelinu.
Kada govorimo o hrvatskim rijekama treba imati na umu i činjenicu da se Hrvatska, upravo zahvaljujući izdašnosti njihovih	izvora,	odnosno zahvaljujući	podzemnim dijelovima	njihova	toka, svrstava u sam vrh zemalja s dovoljnim zalihama pitke vode.
Istovremeno,	rijeke	su naročito osjetljive na svaki oblik zagađenja i uništenja. U Europskoj	Uniji	su	rijeke zaštićene strogima zakonima i ogromna sredstva se ulažu u ponovno vraćanje rijeka u njihovo prirodno stanje. Nasuprot tome, gospodarenje rijekama u Hrvatskoj je zastarjelo.
Prema pripadnosti slivu hrvatske rijeke možemo podijeliti na rijeke Dunavskog porječja (Crnomorski sliv), odnosno rijeke Jadranskog sliva. No, uzmemo li u obzir reljef odnosno geološku podlogu kojom teku onda je podjela hrvatskih rijeka znatno kompleksnija. Primjerice,rijeka Kupa pokazuje koliko je složena hidrografska mreža Hrvatske. Izvor joj je u Gorskom kotaru smješten svega petnaestak km zračne linije od Jadranskog mora, a čije vode teku prema nekoliko 1000 km udaljenom Crnom Moru.

### O projektu
Cilj projekta “Rijeke Hrvatske”:
- pokrenuti nacionalnu kampanju za zaštitu naših rijeka
- educirati hrvatsku javnost o našim rijekama
- utjecati na sve segmente društva (politiku, javnost, državne službe, škole...) s ciljem očuvanja naših rijeka kao dijela naše i europske prirodne baštine

Ciljevi izdavanja monografije “Rijeke Hrvatske”:
- objediniti sve naše rijeke pod jednim naslovom
- formirati literaturu korisnu, zanimljivu i dostupnu svim čitateljima
- objaviti knjigu kojom ćemo u svakoj prilici dostojno moći predstavit

Projekt je pokrenut u lipnju 2009. godine izložbom fotografija u Studentskom centru u Zagrebu. Izdavač knjige je Veda.

## Vanjske poveznice
- http://www.crorivers.com/
- http://www.uscemure.org/  Arhivirana inačica izvorne stranice od 24. rujna 2010. (Wayback Machine)